# Квон Ынби
Квон Ын Би (кор. 권은비, англ. Kwon Eun Bi; род. 27 сентября 1995 года) — южнокорейская певица, танцовщица и автор песен. Бывшая участница гёрл-группы Ye-A и бывшая участница и лидерша южнокорейско-японской проектной гёрл-группы IZ*ONE. Сольный дебют состоялся 24 августа 2021 года с мини-альбомом Open.
В 2018 году Ынби присоединилась к южнокорейскому шоу на выживание Produce 48. В финале Ынби заняла 7-е место и дебютировала 29 октября 2018 года в женской группе IZ*ONE, в качестве участницы и лидера.

## Биография

### Детство и начало карьеры
Квон Ын Би родилась 27 сентября 1995 года в Янсане Республика Корея. В семье из родителей и старшего брата Ынби стала вторым ребенком.
Девушка училась в средней школе Дон-Иль и окончила Сеульскую школу сценических искусств. В средней школе Ынби сообщила родителям о том, что желает посещать танцевальную академию, но поскольку те были против карьеры певицы для дочери, посоветовали ей посещать только одну из них в качестве хобби, чтобы та сосредоточилась на учебе. Все же решив стать певицей, девушка убедила родителей с помощью отправленного другим членам семьи письма с просьбой помочь уговорить их разрешить ей посещать среднюю школу искусств.
В 17 лет Ынби была бэк-танцором для таких женских групп, как Secret и Girl's Day, после чего ее стремление стать артисткой поддержала Ли Хе Ри, которая в средней школе была старшеклассницей девушки. В это время она также отрабатывала неполный рабочий день в парижском багетном магазине.
18 июля 2014 года Ынби, под сценическим псевдонимом Kazoo, дебютировала в Ye-A, женской группе из восьми участниц. Однако после релиза первого сингла коллектив был расформирован.
После этого девушка прошла ряд прослушиваний в нескольких развлекательных компаниях и в конечном итоге подписала контракт с Woollim Entertainment.

### 2018—2020:Produce 48и дебют в IZ*ONE

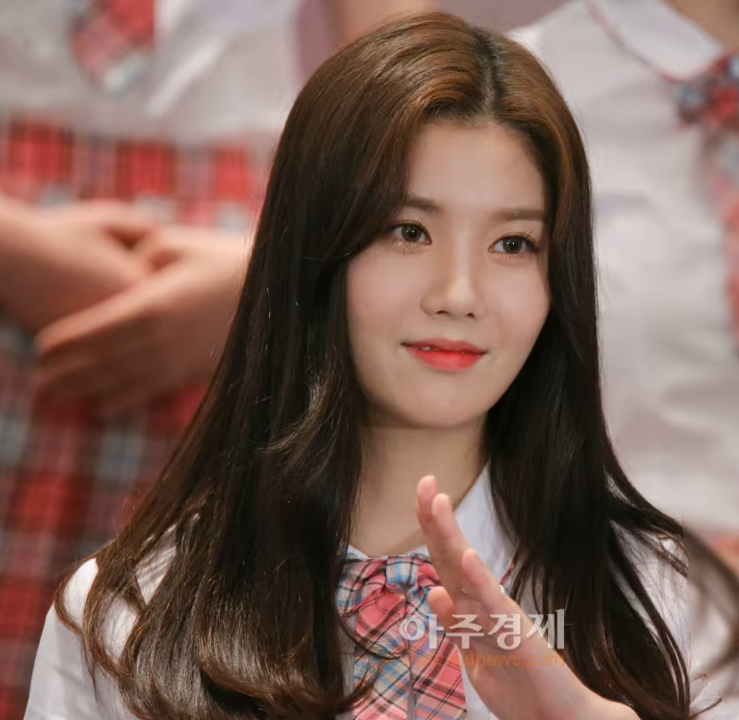
Ынби в июне 2018 года, на шоу Produce 48

В июне 2018 года Квон Ынби стала одной из четырех стажеров, представляющих Woollim Entertainment на Produce 48, коллаборации южнокорейских реалити-шоу на выживание Produce 101 и японской идол-группы AKB48. В финале Ынби и Ким Чэвон заняли 7-е и 10-е места соответственно.. 29 октября 2018 года девушки дебютировали с мини-альбомом Color*Iz и заглавным треком «La Vie en Rose».
В 2019 году она стала постоянным участником шоу JTBC «Уважай свой стиль, реальная жизнь» вместе с Чон Хён Доном и Ан Джон Хваном, которое впервые вышло в эфир в мае и закончилось в августе того же года.
В феврале 2020 года Ынби дебютировала в качестве автора песен, написав лирику и сочинив «Spaceship», трек первого студийного альбома IZ*ONE, Bloom*Iz. Песня заняла 130-е место в цифровом чарте Gaon. Позже, девушка, в составе команды авторов песен под названием Psycho Rabbit, также написала трек «With*One» для третьего мини-альбома группы, Oneiric Diary. Он был выпущен 15 июня 2020 года и дебютировал на 152 месте в цифровом чарте Gaon.
29 марта 2021 года коллега по лейблу, Ким Сонгю из Infinite, выпустил музыкальное видео для своего сингла «Hush», в котором Ынби сыграла главную роль.

### 2021–н.в: Распад IZ*ONE и сольный дебют
29 апреля 2021 года IZ*ONE были расформированы, перед этим проведя последний концерт в марте, Ынби вернулась в Woollim Entertainment с коллегой по лейблу Ким Чэвон в качестве стажерок. 29 июня она стала новой ведущей программы красоты FashionN Follow Me вместе с Ха Сонвуном, Кино из PENTAGON и Freesia. 4 августа коллеги по лейблу Rocket Punch выпустили свой дебютный японский мини-альбом Bubble Up! который включает в себя трек, написанный и спродюсированный Ынби в соавторстве под названием «Let's Dance».
5 августа Woollim Entertainment объявили, что Квон Ынби готовится дебютировать в качестве сольного исполнителя и выпустит свой дебютный альбом в конце месяца. Несколько дней спустя они сообщили, что ее первый мини-альбом Open будет выпущен 24 августа.
10 марта 2022 года Ынби выпустила промо-сингл «Esper» на лейбле Universe Music для мобильного приложения Universe.
24 марта Квон Ынби была объявлена в качестве актрисы мюзикла Полуночное солнце в роли Со Хён с Ха Сон Уном, Оню из Shinee, Джинхо из PENTAGON, Сон Гон Хи, Y из Golden Child, Ким Нам Чжу из A Pink и Ли Сан А.
4 апреля Ынби выпустила свой второй мини-альбом Color с ведущим синглом «Glitch».
9 мая Woollim Entertainment объявили, что Ынби проведет первый сольный концерт «2022 KWON EUN BI 1st CONCERT Secret Doors» 18 и 19 июня.
11 августа было объявлено, что фан-митинг 'RUBI's ROOM' состоится 30 октября и 3 ноября в Merpark в Осаке и Toyosu PIT в Токио, это была первая встреча фанатов Ынби, которая состоялась в Японии.
20 сентября агентство Woollim Entertainment опубликовало постер возвращения с ее третьим мини-альбом Lethality на своем официальном канале SNS. Он был выпущен 12 октября.
17 и 18 декабря Ынби провела концерт «2022 KWON EUN BI 2nd CONCERT Next Door» в Сеуле.

## Дискография

### Мини-альбомы
- Open (2021)
- Color (2022)
- Lethality (2022)
- The Flash (2023)

## Фильмография

### Телевизионные шоу
| Год  | Название                      | Телеканал | Роль      | Ссылка |
| ---- | ----------------------------- | --------- | --------- | ------ |
| 2018 | Produce 48                    | Mnet      | Участница | [ 16 ] |
| 2019 | Respect Your Style, Real Life | JTBC      | Участница | [ 17 ] |
| 2021 | Follow Me                     | FashionN  | Гость     | [ 8 ]  |

### Веб-шоу
| Год  | Название   | Телеканал | Роль  | Ссылка        |
| ---- | ---------- | --------- | ----- | ------------- |
| 2022 | Mubit Live | Mubeat    | Гость | [ 18 ] [ 19 ] |

### Театр
| Год  | Название | Роль | Ссылка |
| ---- | -------- | ---- | ------ |
| 2022 | ONAIR    | DJ   | [ 20 ] |